# Taschen
Taschen é uma editora alemã que publica, principalmente, livros sobre arte. 
Foi fundada em Colônia, na Alemanha, em 1980, por Benedikt Taschen. Começou como Taschen Comics, publicando a extensa coleção de quadrinhos de autoria do próprio Benedickt. A editora é comandada desde janeiro de 2017 por Benedikt e sua filha mais velha, Marlene Taschen.

## História
A editora começou com o nome de Taschen Comics, em 1980, uma loja de quadrinhos que vendia a coleção de Benedikt Taschen, na cidade de Colônia. Cerca de um ano depois, ele publicava catálogos com seus produtos à venda. Em 1984, Benedikt comprou as 40 mil cópias restantes de um livro de René Magritte com texto em inglês e os revendeu por uma fração de seu preço original. O sucesso da manobra em vender arte por preço acessível indicou ao mercado que livros de arte precisavam ter um acesso mais barato para o público em geral, algo que ia contra o que o mercado acreditava na época.

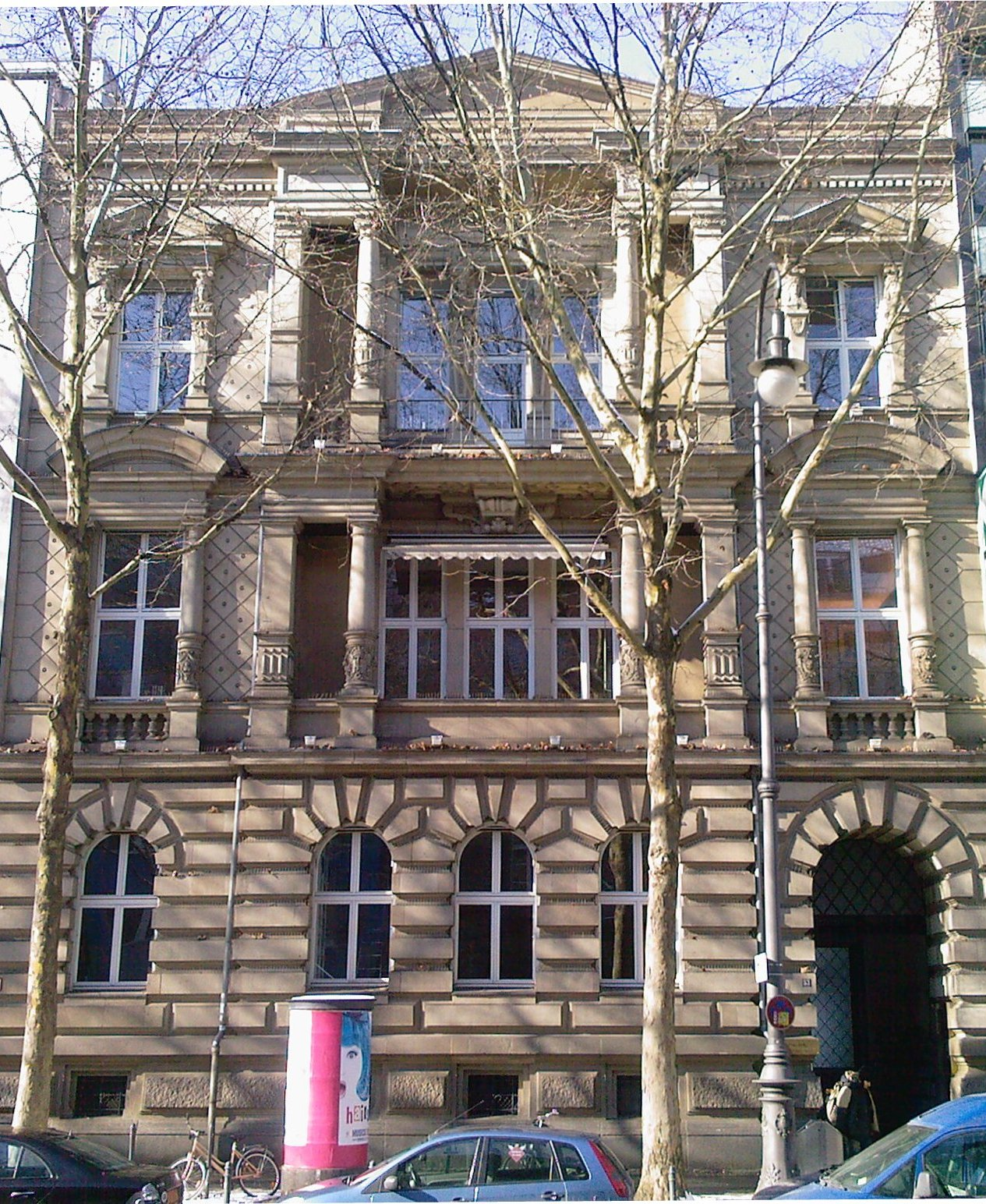
Sede da Taschen Verlag: Hohenzollernring 53, Colônia.

Com o sucesso das vendas, ele começou a reimprimir livros de arte com o selo Taschen e passou a vendê-los por preços muito mais baixos do que o normal para o mercado. No ano seguinte, vendeu seu primeiro livro original TASCHEN, com obras de Pablo Picasso.
Em 1985, a editora apresentou o selo Basic Art, com um título inaugural reunindo obras de Salvador Dalí. Hoje o selo conta com mais de 100 títulos em mais de 30 idiomas, separados por artistas, vindos dos clássicos até aos mais contemporâneos. A editora criou selos distintos para abrigar os variados temas de suas publicações. O selo Basic Architecture apresenta livros que reúnem obras dos mais renomados arquitetos do mundo, com imagens em alta resolução e textos, em geral, biográficos.
Ao longo da década seguinte, a editora estabeleceu subsidiárias pelo mundo, estabelecendo-se no mercado de publicações não apenas da pintura, mas também na área do design, arquitetura, fotografia, queer, história da propaganda, cinema, teatro, estilo de vida e arte clássica, moderna e contemporânea. Seus livros começaram a ser traduzidos para mais de 20 idiomas na época. A editora também publica calendários, postais e cadernos.
Em 2018, a TASCHEN abriu sua primeira loja física, em Hong Kong, com um grande acervo, incluindo um dos livros mais caros da história, sobre a história da Ferrari, no valor de 250 mil dólares.

## Mercado de luxo
Em 1999, a TASCHEN expandiu para o mercado de luxo, com o livro do fotógrafo Helmut Newton, SUMO. Era uma edição limitada de dez mil cópias e o número 1 foi assinado por mais de 80 celebridades e leiloado, sendo o livro mais caro já obtido no século XX, pelo valor de 320 mil dólares. A partir daí, a TASCHEN continuou com edições de tiragem especial, cobiçadas por artistas do mundo todo pela qualidade gráfica de suas impressões e pelo conjunto da obra.